# Poserna
Poserna là một đô thị thuộc huyện Burgenland, bang Sachsen-Anhalt, Đức. Đô thị Poserna có diện tích 5,06 km², dân số thời điểm ngày 31 tháng 12 năm 2006 là 384 người.